# Monumento a Asdrúbal
El monumento a Asdrúbal es un busto situado en los jardines del Parque Torres, de la ciudad española de Cartagena (Región de Murcia), modelado por el artista local Manuel Ardil Pagán en honor del general cartaginés Asdrúbal el Bello, fundador de la ciudad en 227 a. C.
La escultura, fabricada con piedra artificial, fue colocada junto a la torre del homenaje del castillo de la Concepción e inaugurado el 23 de noviembre de 1965, durante la alcaldía del militar compostelano Federico Trillo-Figueroa y Vázquez.

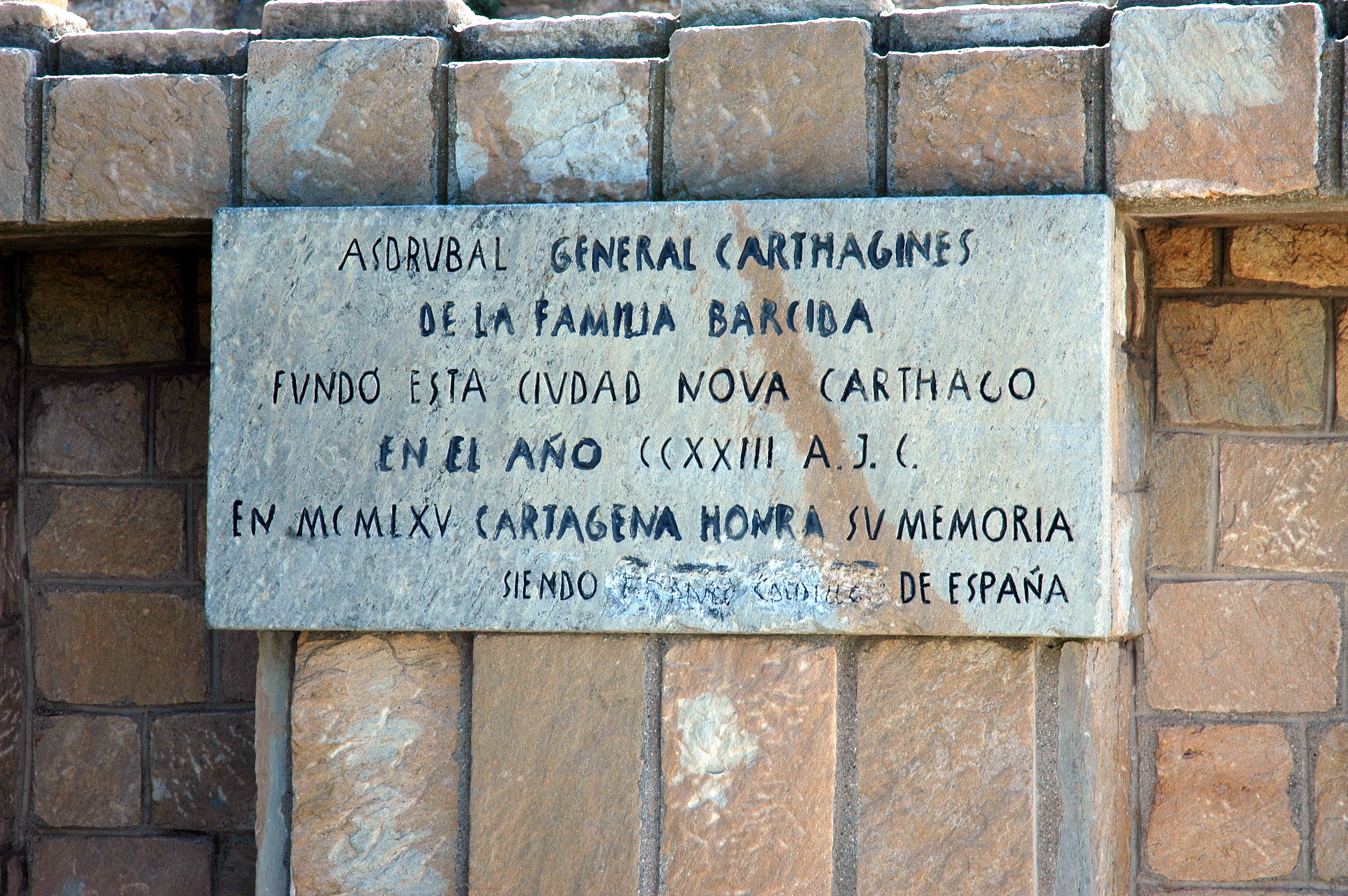
Detalle de la placa del busto en 2010, en el que se aprecia cómo se ha eliminado la mención al dictador Francisco Franco ("Cartagena honra su memoria, siendo [Franco caudillo] de España").